# إزعنان آيت الشيخ (أربعاء رسموكة)
إزعنان آيت الشيخ هي إحدى مشيخات المملكة المغربية، تتبع جغرافيا لإقليم تيزنيت وإداريًا لأربعاء رسموكة. يقدر عدد سكانها بـ 3509 نسمة حسب الإحصاء الرسمي للسكان والسكنى لسنة 2004.